# Conica AG
Conica AG (Sociedad Anónima) se fundó en Schaffhausen, Suiza, en 1977 y emplea a unas 180 personas en todo el mundo, 100 de ellas en Schaffhausen. Forma parte del grupo de empresas Serafin con sede en Múnich desde 2013. Conica desarrolla, produce y vende productos para la creación de revestimientos de suelos para superficies deportivas, parques infantiles y otras aplicaciones industriales. En particular, las instalaciones deportivas para competiciones internacionales de atletismo están equipadas por Conica. Las ubicaciones de producción y venta se encuentran en Suiza, Gran Bretaña, Estados Unidos y China.
Conica desarrolla revestimientos de suelo para instalaciones deportivas interiores y exteriores, como superficies y pistas de atletismo. Los desarrollos de productos también incluyen la pista Vmax, que apoya a los velocistas en su secuencia de movimiento y ha sido probada por el Instituto de Biomecánica y Ortopedia de la Universidad Deportiva Alemana de Colonia. Los corredores pueden aplicar mejor las fuerzas horizontales a Vmax y así aumentar su ritmo más rápidamente.
Estadios equipados por Conica (por ejemplo):
- Roma, Estadio Olímpico
- Kiev, Estadio Olímpico
- Zúrich, Estadio Letzigrund
- Madrid, Estadio Vallehermoso
- Montecarlo, Stade Louis II

Conica investiga el desarrollo de suelos bacteriostáticos, antibacterianos y antivirales. El objetivo es prevenir la neumonía neumocócica, por ejemplo. El riesgo de Legionella en grandes edificios equipados con sistemas de aire acondicionado también se está investigando en el caso del síndrome del edificio enfermo. El riesgo para la salud de la mano de obra puede minimizarse mediante suelos debidamente desarrollados. Debido a la pandemia de corona, la compañía también está investigando suelos antivirales.
CONICA está certificada según las normas ISO 9001: 2015 e ISO 14001: 2015. La prueba independiente fue realizada por Bureau Veritas y tiene vigencia hasta julio de 2023. CONICA AG fue previamente certificada según las antiguas normas ISO 9001: 2008 e ISO 14001: 2004